# Sphaeradenia garciae
Sphaeradenia garciae är en enhjärtbladig växtart som beskrevs av Gunnar Wilhelm Harling. Sphaeradenia garciae ingår i släktet Sphaeradenia och familjen Cyclanthaceae.

## Underarter
Arten delas in i följande underarter:
- S. g. cuadrosii
- S. g. garciae